# Żambył (rejon Kustanaj)
Żambył (kaz. i ros. Жамбыл) – wieś w Kazachstanie, w obwodzie kustanajskim, w rejonie Kustanaj. W 2021 liczyła 2302 mieszkańców.